# Conselho Federal de Economia
O Conselho Federal de Economia (COFECON) é uma autarquia com sede em Brasília responsável pela fiscalização profissional dos economistas brasileiros. Foi criada pela Lei nº 1.411/51, que regulamenta a profissão de Economista, e tem como atribuição assegurar o exercício legal e ético da profissão de economista e contribuir para o desenvolvimento socioeconômico do País. A missão do conselho é contribuir para o desenvolvimento socioeconômico do país e assegurar o exercício legal e ético da profissão do economista.
Desde 2023, o conselho é presidido pelo Econ. Paulo Dantas da Costa.

## Prêmio Brasil de Economia
O Prêmio Brasil de Economia é uma iniciativa do Cofecon para incentivar economistas e estudantes a desenvolverem pesquisas voltadas para o conhecimento da realidade brasileira. O prêmio contempla 4 categorias distintas de trabalhos:
- I. livro de economia;
- II. artigo técnico ou artigo científico;
- III. artigo temático;
- IV. monografia ou trabalho de conclusão de Curso de Graduação em Ciências